# Hôtel de ville d'Athènes
L'hôtel de ville d'Athènes (en grec moderne : Δημαρχείο Αθηνών) est situé sur la place Kotziá dans le centre d'Athènes, en Grèce.

## Description
Le bâtiment de trois étages a un plan d'étage rectangulaire avec un portique dans le style des Propylées de l'Acropole d'Athènes. Le bâtiment a été conçu par Panagís Kálkos (en) en 1872, et il a été achevé deux ans plus tard. Le bureau du maire a accès au balcon. En 1902, quelques ornements ont été ajoutés, en 1937, un troisième étage a été ajouté au bâtiment, qui a été exécuté dans le style d'origine. En 2004, dans le cadre de "l'accès sans barrières pour tous les citoyens", le bâtiment a été agrandi pour inclure l'accès aux fauteuils roulants et un jardin sur le toit a été mis en place.

## Histoire
L'administration municipale était auparavant logée dans divers bâtiments de la ville et la construction de l'hôtel de ville a été reportée à plusieurs reprises. Finalement, la ville a contracté une hypothèque de 130 000 drachmes auprès de la Banque nationale de Grèce pour financer la construction. Des commerces ont été installés et loués au rez-de-chaussée et transformés en bureaux en 1935. En 1983, l'administration de la ville a été fusionnée dans une nouvelle administration sur la rue Liossion, mais le maire Miltiádis Évert a réactivé l'ancien bâtiment en tant qu'hôtel de ville en 1987.
Outre les fresques du peintre Fótis Kóntoglou, il existe également une collection de bustes en terre cuite des maires de l'édifice, réalisés par Loukía Georgantí (el) (1919–2001). Depuis 1999, l'acte fondateur de la ville d'Athènes est exposé au rez-de-chaussée, qui a récemment été mis aux enchères chez Christie's. Ce document de 1833 indique que 236 familles aisées ont fait don d'une partie de leur propriété à des espaces publics, des rues, des parcs et des sites archéologiques. Le document était en possession des descendants de l'avocat Antónios Petsális qui avait aidé à le rédiger. Le monument de la drachme a été érigé à l'hôtel de ville en 2002 pour commémorer l'ancienne monnaie de la Grèce.